# Madocsa
Madocsa är en ort i Ungern.   Den ligger i provinsen Tolna, i den centrala delen av landet, 90 km söder om huvudstaden Budapest. Madocsa ligger 95 meter över havet och antalet invånare är 1 935.